# Sarah Wheatley
Sarah Wheatley, nacida como Sarah Ross (1790 Saint John, New Brunswick - julio de 1854, Nueva York) fue una actriz de teatro estadounidense.

## Biografía
Nació en Saint John, Nuevo Brunswick. Su padre, un oficial escocés, murió cuando ella tenía dos años.
Hizo su primera aparición en la ciudad de Nueva York en el Park Theatre el 12 de noviembre de 1805. En 1806 se casó con el actor Frederick Wheatley (m. 1836) y se retiró de los escenarios; pero tras su fracaso en los negocios, ella retomó su profesión para mantener a su familia en 1811 y continuó su carrera con gran éxito. Wheatley se destacó por sus representaciones de ancianas.
Fue madre de la cantante de ópera Julia Wheatley, de la actriz Emma Wheatley (m. 1854) y del destacado actor y director de teatro William Wheatley. 